# William Smellie
William Smellie (Lesmahagow, Escocia, 5 de febrero de 1697 – Lanark, 5 de marzo de 1763) fue un obstetra escocés e instructor médico que ejerció y enseñó principalmente en Londres. Fue uno de los primeros hombres en la partería destacados en Gran Bretaña. Diseñó una versión mejorada de los fórceps obstétricos, estableció prácticas de parto más seguras y, a través de su enseñanza y escritos, contribuyó a que la obstetricia se basara más en fundamentos científicos. A menudo se le llama el "padre de la obstetricia británica".

## Primeros años y educación
Smellie nació el 5 de febrero de 1697 en la ciudad de Lesmahagow, Escocia. Fue el único hijo de Sara Kennedy (1657–1727) y Archibald Smellie (1663/4–1735), un comerciante y burgués de la ciudad.
Smellie practicó la medicina antes de obtener una licencia, abriendo una botica en 1720 en Lanark. No fue un negocio particularmente lucrativo, ya que también vendía telas como actividad secundaria para complementar sus ingresos, pero durante este tiempo comenzó a leer libros de medicina y a enseñarse a sí mismo obstetricia. Para 1728, estaba casado con Eupham Borland, quien era siete años mayor que él. En 1733 fue aceptado como miembro de la Facultad de Médicos y Cirujanos de Glasgow. En 1739, tras estudiar brevemente partería en París, estableció una práctica médica y una farmacia en Londres. En 1741 comenzó a ofrecer conferencias y demostraciones de obstetricia a estudiantes de medicina y parteras. Esta práctica resultó ser mucho más exitosa que la primera, y Smellie se hizo un nombre en Londres. Posteriormente se matriculó en la Universidad de Glasgow y obtuvo su título de Doctor en Medicina en 1745.

## Carrera

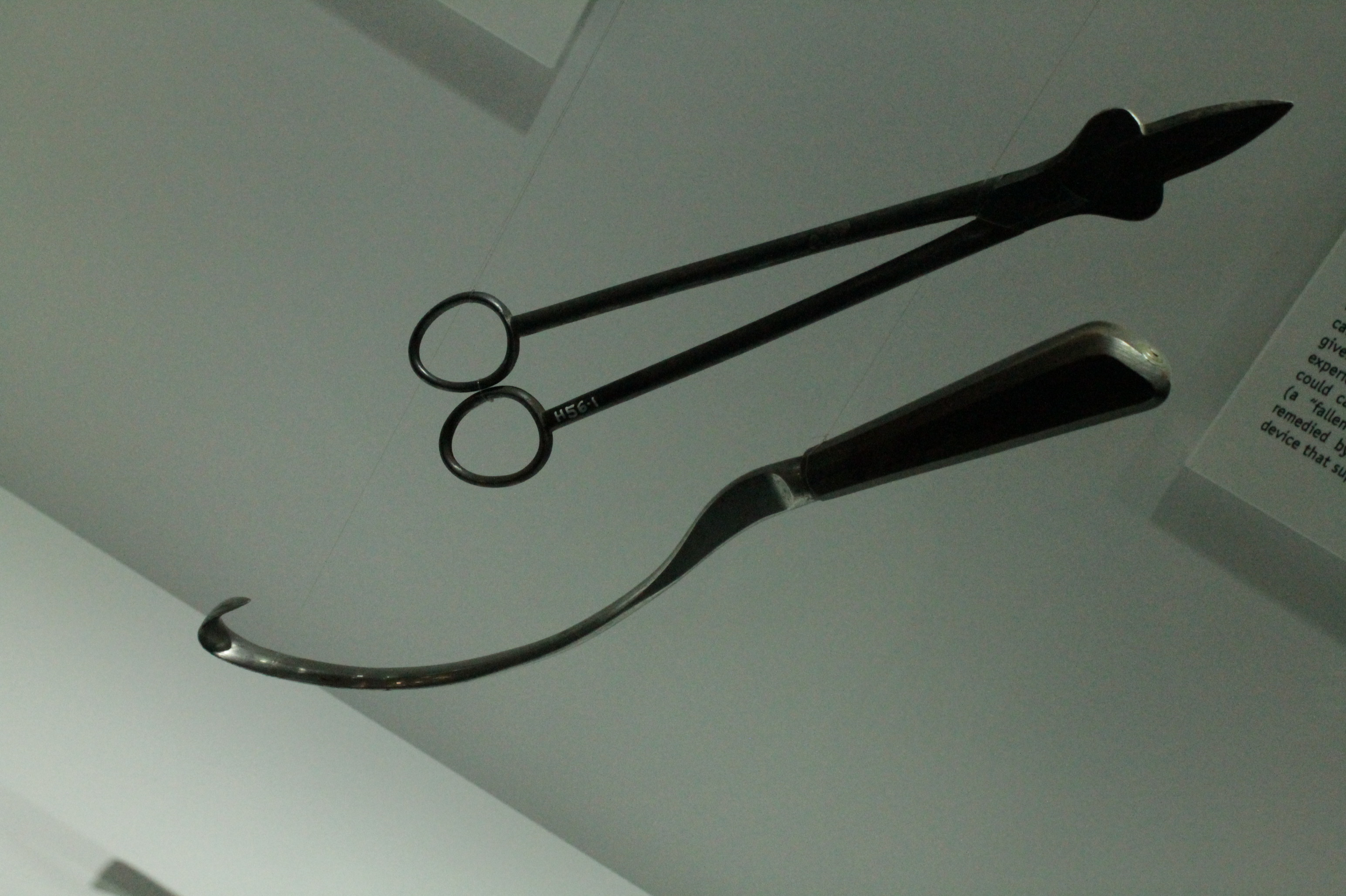
Instrumentos quirúrgicos de William Smellie, Museo Hunteriano, Glasgow

El trabajo de Smellie ayudó a que la obstetricia se basara más en principios científicos. Inventó una "máquina", un maniquí obstétrico, para instruir a sus estudiantes. Este dispositivo funcionaba como un modelo del proceso de parto y hoy en día sería conocido como un "fantoma". Aunque no era una idea original, el fantoma de Smellie era mucho más preciso que los modelos anteriores, lo que le permitía demostrar visualmente las técnicas de asistencia al parto.

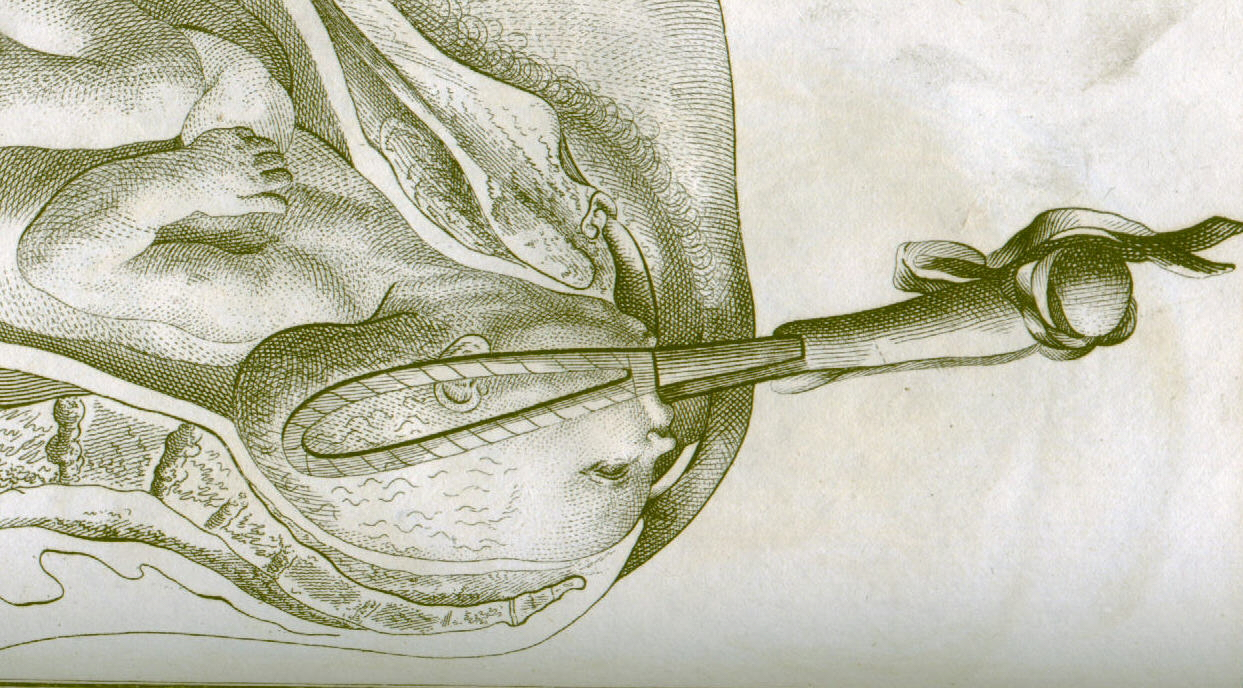
Uso de fórceps por William Smellie

También diseñó una versión mejorada de los fórceps obstétricos, que recientemente habían sido revelados tras haber sido guardados en secreto durante generaciones por la familia de parteros Chamberlen. Publicitó el uso de estos instrumentos aunque promovía el parto natural como el mejor método de alumbramiento debido a su menor invasividad. En su nueva versión de los fórceps, Smellie acortó y curvó las hojas e incluyó un mecanismo de cierre. Además, describió el mecanismo del parto, ideó una maniobra para asistir en el nacimiento de cabeza en una presentación de nalgas y publicó sus enseñanzas. Fue la primera persona en documentar el parto natural y detallar el método por el cual la cabeza del niño atraviesa la pelvis femenina.
Smellie desafió el concepto comúnmente aceptado de salvar a la madre sobre el niño en casos de complicación. Con la introducción de los fórceps en el campo de la obstetricia, se pudieron realizar maniobras más delicadas, lo que permitió a los obstetras considerar por igual la vida de la madre y del niño. Con frecuencia podían resolver complicaciones y salvar a ambos. Fue la primera figura registrada en poder reanimar a un recién nacido tras un neumotórax y describir detalladamente la distocia uterina.
Smellie era muy respetado tanto como maestro como partero. Diez años después de establecer su práctica en Londres, Smellie tenía 900 alumnos y había impartido 280 cursos de conferencias. Sus estudiantes no obtenían certificaciones ni cumplían requisitos formales de formación médica asistiendo a sus cursos, pero buscaban ampliar sus conocimientos. Como docente, Smellie intentaba proporcionar demostraciones en vivo junto con las conferencias. Por ello, ofrecía servicios gratuitos de partería a las pacientes que permitieran a sus estudiantes observar el proceso de parto. Esta práctica generalizó la asistencia de estudiantes de medicina a los nacimientos como parte de su formación médica.
Uno de sus estudiantes, William Hunter, se convirtió en un obstetra destacado y sirvió como médico de la Reina Carlota. A diferencia de Hunter, Smellie logró obtener prestigio y éxito sin conexiones con personas de alta reputación en la sociedad. Gracias a sus orígenes humildes, Smellie alcanzó gran reconocimiento gracias a su interés por la obstetricia y como innovador de instrumentos médicos y literatura de referencia.
El trabajo de Smellie no estuvo exento de oposición. En su tiempo, la partería era una profesión dominada por mujeres. Muchas parteras argumentaban que era inapropiado que los hombres asistieran a las mujeres durante el parto, y muchas pacientes estaban de acuerdo. Sin embargo, el trabajo de Smellie ayudó a iniciar la transición de la obstetricia de ser una tarea realizada por mujeres con experiencia a convertirse en un campo médico practicado mayormente por médicos y cirujanos varones capacitados.

## Muerte y legado
Smellie enseñó y ejerció como partero hasta 1759, año en que se retiró y regresó a su ciudad natal de Lanark. Cedió su práctica al Dr. John Harvie, quien estaba casado con una sobrina de Smellie. Durante su retiro, mandó construir una residencia que llamó Smellom Hall, y se dedicó a compilar y perfeccionar sus hallazgos en libros, incluyendo el último volumen de A Treatise on the Theory and Practice of Midwifery. Murió a la edad de 66 años, el 5 de marzo de 1763, a tiempo para terminar su libro, aunque no llegó a verlo publicado. La tumba en la que Smellie (y posteriormente su esposa) fue enterrado aún se encuentra en la sección de St Kentigern del cementerio estatal de Lanark.
En 1828, Harvie donó un retrato de Smellie al Royal College of Surgeons of Edinburgh. Es probable que Smellie haya pintado este retrato él mismo en 1719.
En 1948, el Lockhart Hospital en Lanark inauguró un departamento de maternidad; para 1955, todo el hospital se dedicaba a los servicios de maternidad y fue renombrado como William Smellie Memorial Hospital. En 1992, el hospital cerró y el departamento de maternidad, que aún llevaba el nombre de William Smellie, fue transferido al Law Hospital en Carluke. En 2001, esta unidad cerró y los servicios de maternidad fueron trasladados al Wishaw General Hospital.

## Controversia
En 2010, el autodenominado historiador Don Shelton cuestionó los métodos que utilizó Smellie para realizar sus investigaciones. En el Journal of the Royal Society of Medicine, sugirió que Smellie y su colaborador, más tarde competidor, William Hunter, fueron responsables de múltiples asesinatos de mujeres embarazadas para obtener cadáveres destinados a disecciones anatómicas y experimentación fisiológica.
Debido a la inadecuada relación entre la oferta y la demanda de cadáveres, los científicos debían buscar otros métodos, a menudo ilegales, para obtener acceso a ellos. Shelton propuso que estos dos médicos utilizaron lo que más tarde sería llamado "burking", en referencia al asesino William Burke, quien asesinó a 16 personas en complicidad con William Hare, vendiendo los cuerpos al anatomista Dr. Robert Knox. Shelton señaló que el robo de tumbas no era un método suficiente para que los obstetras accedieran al tipo específico de tejido requerido para pruebas y disecciones. En 1755, se cuestionó cómo Smellie obtenía cadáveres. Muchas de las acusaciones provenían de competidores, y temiendo ser juzgado e incluso ejecutado, Smellie dejó su trabajo durante varios años para sofocar las sospechas que se habían generado.
La suposición de Shelton fue criticada por varios historiadores de la medicina, quienes señalaron que ya en 1761 Peter Camper había indicado que las figuras en A Sett of Anatomical Tables de Smellie "no eran todas de la vida real". Además, es muy probable que en esa época existieran otros métodos, distintos al asesinato, para obtener los cuerpos de mujeres embarazadas que acababan de fallecer.
Helen King indicó que la respuesta de los medios de comunicación y de internet a la publicación de Shelton "planteó nuevas preguntas sobre cómo se genera, presenta y evalúa la historia médica en los medios de comunicación y, en particular, en internet".

## Obras

A sett of anatomical tables (1754)

A Treatise on the Theory and Practice of Midwifery (publicado en tres volúmenes entre 1752 y 1764) describe el mecanismo del parto y cómo manejar el proceso de nacimiento normal junto con diversas complicaciones que puedan surgir. El libro fue el primero en establecer procedimientos para garantizar el uso seguro de los fórceps obstétricos, ya que Smellie reconoció que los fórceps eran una herramienta salvavidas, pero que debía usarse con moderación. Para el momento en que Smellie publicó el primer volumen, llevaba más de 30 años ejerciendo y había asistido aproximadamente 1,150 partos. La información presentada en su libro fue reveladora, ya que pocas personas en ese tiempo tenían tanta experiencia en obstetricia.
A Sett of Anatomical Tables (1754) fue también una contribución importante al campo de la obstetricia. Esta obra recopiló dibujos anatómicos de Smellie que representaban el embarazo y el parto. Aunque solo se imprimieron cien copias, fue innovadora por su nivel de detalle y precisión anatómica.

## Lectura adicional
- Glaister, John (1894). Dr. William Smellie and His Contemporaries: A Contribution to the History of Midwifery in the Eighteenth Century. Glasgow: James Maclehose & Sons.
- Speert, H (1958). Essays in Eponymy: Obstetric and Gynecologic Milestones. Macmillan.